# Trans-Canada Highway
L'autostrada Transcanadese (TCH) (in inglese: Trans-Canada Highway; in francese: Route Transcanadienne) è un sistema di autostrade misto a strade di giurisdizione federale e provinciale che unisce le dieci province del Canada.
Si contende il titolo di autostrada più lunga del mondo con l'autostrada Trans-Siberiana e la Highway 1 dell'Australia. È una delle più lunghe autostrade nazionali del mondo, con una rotta principale che si estende per 8.030 km (4.990 miglia). Il sistema venne approvato grazie al Trans-Canada Highway Act del 1948, e vide l'inizio della costruzione nel 1950. Ufficialmente l'autostrada venne aperta nel 1962, e venne completata nel 1971. Il sistema di autostrade è riconoscibile per il logo verde su bianco a forma di foglia d'acero (maple leaf) che marca gli accessi, e i numeri delle strade. La Trans-Canada Highway viene spesso abbreviata come TCH.
Attraverso il Canada, vi sono almeno due percorsi designati come facenti parte della Trans-Canada Highway. Ad esempio, nelle province occidentali, sia la Trans-Canada route principale che la Yellowhead Highway formano parte del sistema della Trans-Canada.

## Giurisdizione
Il Canada non ha un sistema integrato di autostrade nazionali, e le decisioni sulla costruzione di strade e autostrade con accesso controllato (le cosiddette "freeways" a pedaggio e non) sono interamente sotto la giurisdizione delle singole province ("Canada Works and Undertakings"). Nel 2000 e nel 2001, il governo di Jean Chrétien prese in considerazione di finanziare il progetto per infrastrutture che avrebbero permesso di trasformare l'intero sistema della Trans-Canada in freeway (ossia autostrade con minimo due corsie per senso di marcia, divise da spartitraffico, e soprattutto svincoli sopraelevati con accesso controllato). Anche se fondi per la costruzione delle "freeway" vennero resi disponibili ad alcune province per porzioni del sistema, il governo alla fine decise di non intraprendere una conversione totale di queste autostrade. L'opposizione ai finanziamenti al miglioramento delle freeway era dovuto agli scarsi livelli di traffico su molte parti della Trans-Canada. Altre province preferirono destinare i fondi al miglioramento di strade vitali per il commercio (alcune di queste erano direttrici di collegamento nord-sud con gli Stati Uniti e non le inter-provinciali).
Vi sono stati anche dei dibattiti riguardo all'attualizzazione della Trans-Labrador Highway (Quebec Route 389/Newfoundland and Labrador Route 500) agli standard basici della Trans-Canada Highway (totalmente pavimentata, due corsie per senso di marcia con corsie o aree per la sosta d'emergenza "shoulders", limite di velocità di 90 km/h).
Anche la numerazione dei percorsi sulla Trans-Canada Highway viene gestita dalle province. Le province occidentali hanno coordinato i loro numeri autostradali in modo che la principale rotta della Trans-Canada è designata Highway 1, mentre il percorso Yellowhead route viene designato Highway 16 in tutto il suo tracciato; comunque dal bordo tra Manitoba e Ontario verso est, i numeri dell'autostrada cambiano ad ogni confine provinciale. Dal momento che la Trans-Canada route era composta da sezioni di preesistenti autostrade e strade provinciali, è poco probabile che l'Autostrada Transcanadese possa avere in futuro una designazione uniforme lungo l'intero paese.

## Dettagli del percorso

### Victoria–Winnipeg

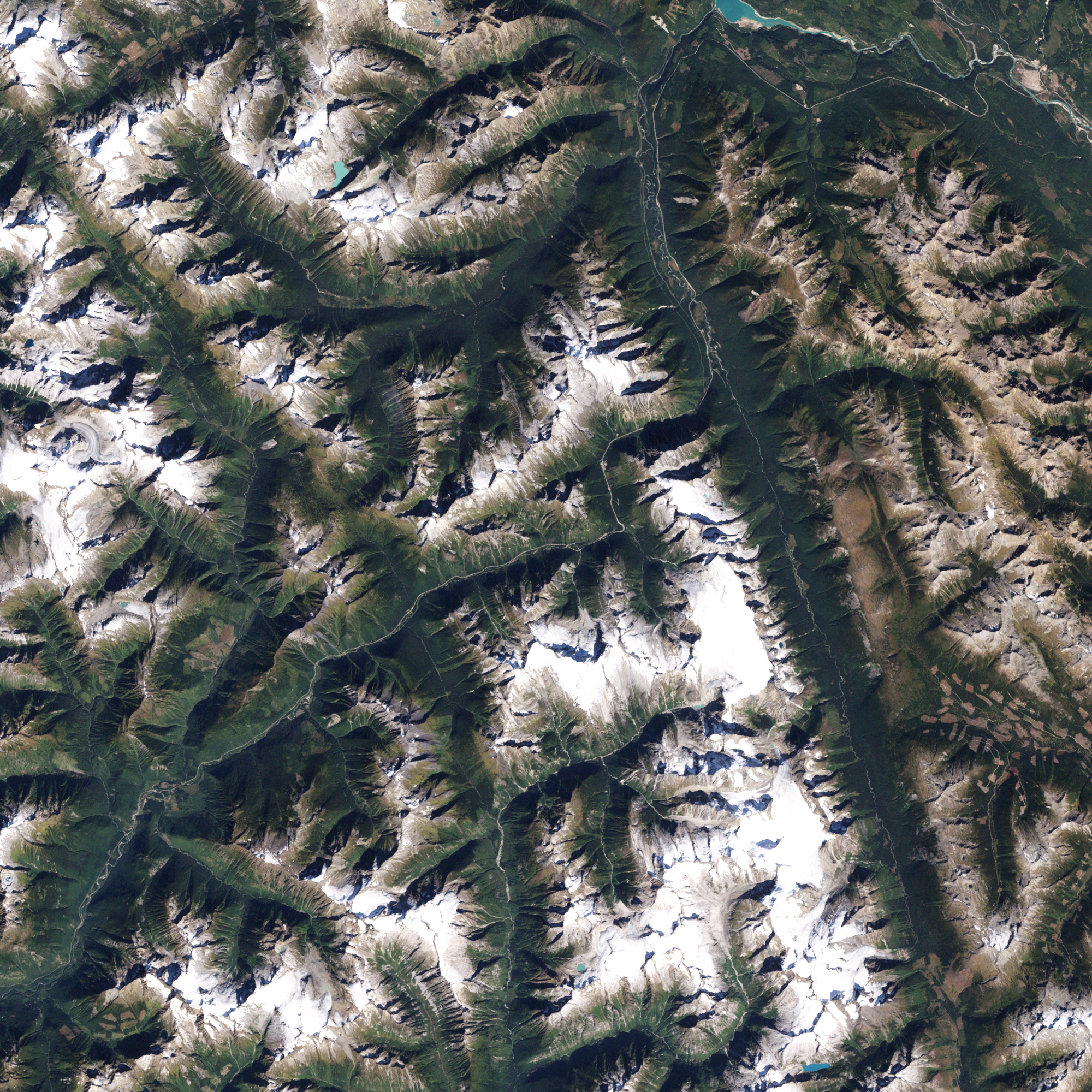
Un tratto della Trans-Canada Highway che passa attraverso il Glacier National Park (Canada)

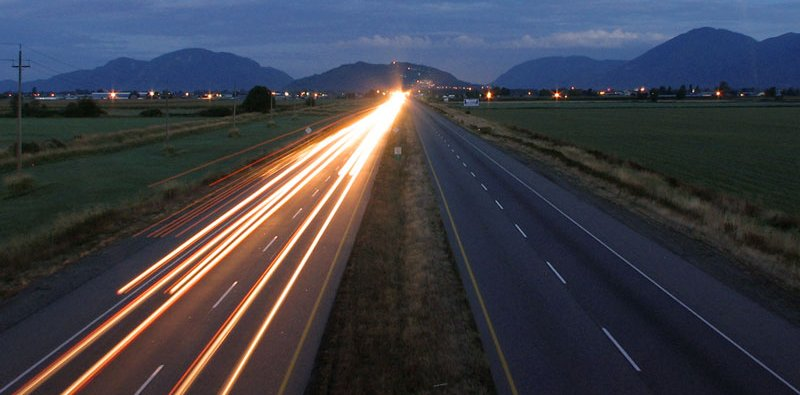
Highway 1 in direzione ovest verso Vancouver

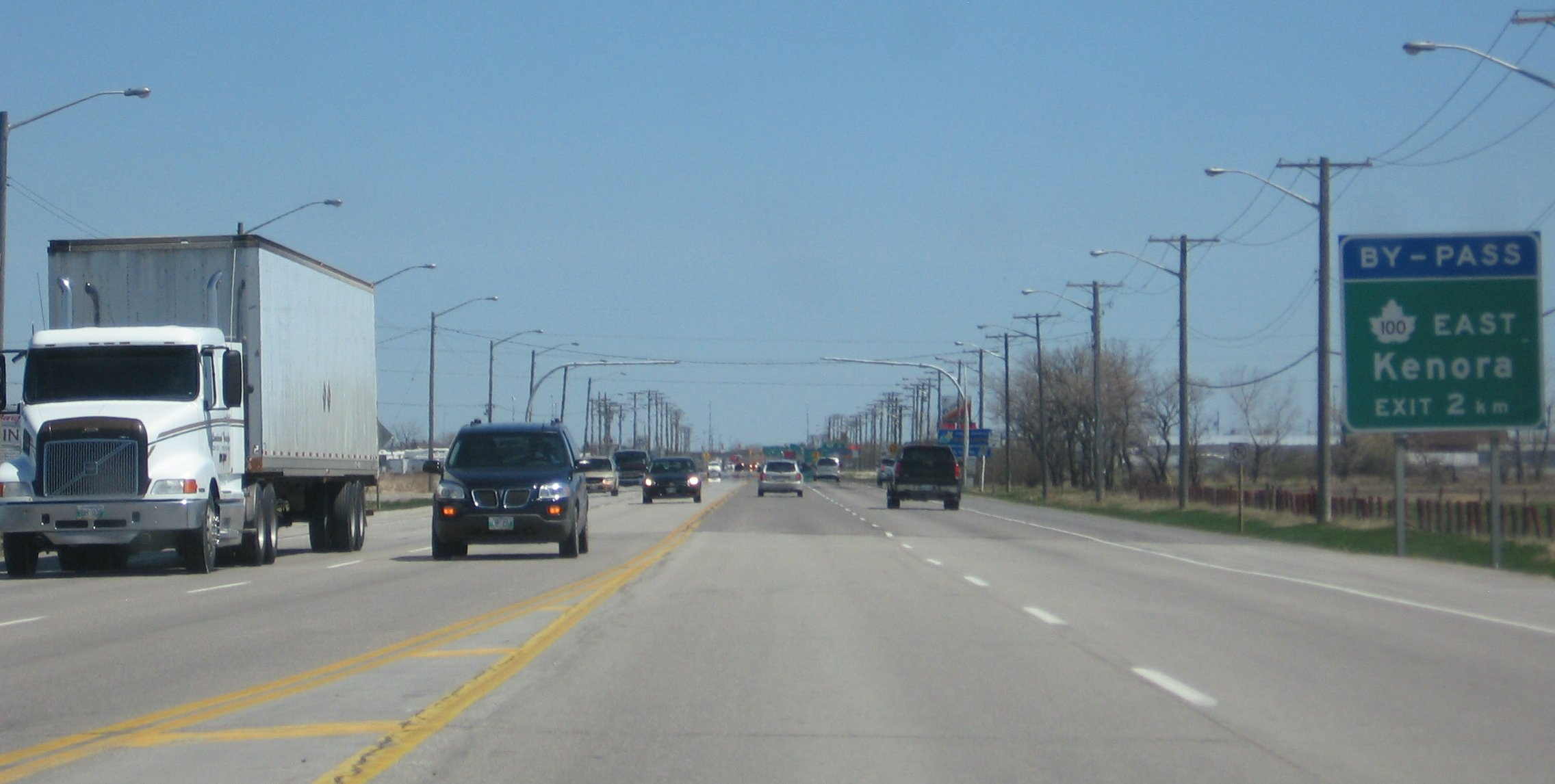
Highway 1 vicino a Winnipeg, Manitoba

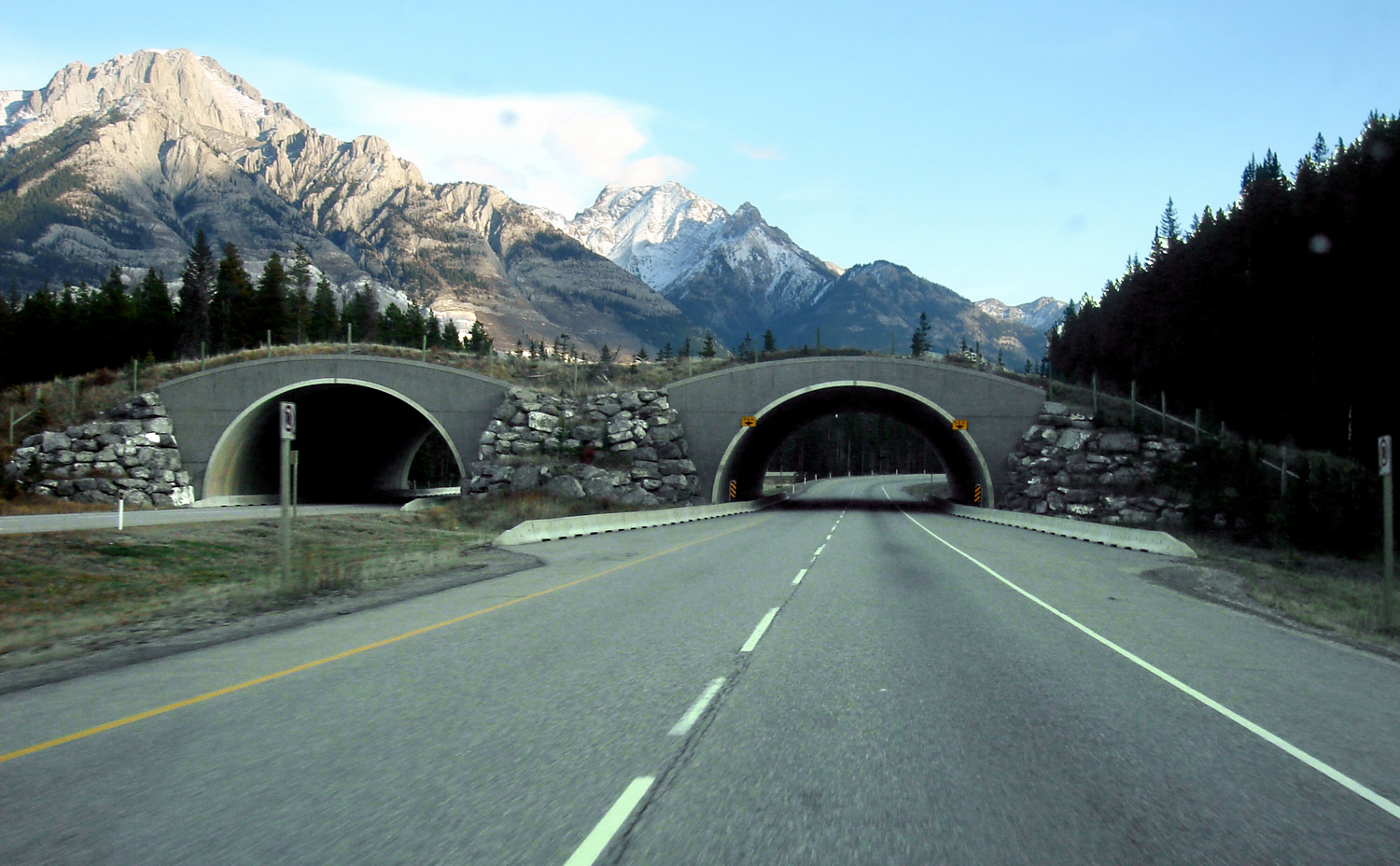
Highway 1 con il wildlife overpass, in direzione est nel Banff National Park

L'Autostrada Transcanadese, uniformemente denominata Autostrada 1 nelle quattro province ad ovest, inizia in Victoria, British Columbia all'intersezione di Douglas Street e Dallas Road (dove si trova il cartello del "Mile 0") e passa diretta a nord lungo la costa est di Vancouver Island per 99 km (62 mi) a Nanaimo. Brevi segmenti di freeway del TCH possono essere trovati vicino a Victoria e Nanaimo, ma il resto dell'autostrada in Vancouver Island consiste soprattutto in una strada di collegamento tra autostrade che (caso unico nell'autostrada transcanadese) non salta alcuna delle sue aree di periferia, in particolare Nanaimo e Duncan. È anche l'unica parte del sistema Trans-Canada dove l'autostrada è ufficialmente designata come nord-sud (la Trans-Canada è designata come est-ovest da Nanaimo a St.John, tuttavia ci sono significative sezioni nord-sud a nord di Hope BC, Sault Ste. Marie ON e Fredericton NB). La sezione dell'autostrada 1 che attraversa il nordovest di Malahat di Victoria non ha semafori ancora, ma è fortemente disseminato da tratti accidentati che impediscono l'ampliamento a quattro corsie il che porta alla chiusura della strada per ore dopo un incidente stradale. Il traghetto Departure Bay, è l'unico collegamento marino sulla Trans Canada che non ha freeway o altre strade ad alto scorrimento per l'accesso, è previsto invece l'instradamento del traffico TCH attraverso le strade del centro di Nanaimo per raggiungere il traghetto per Vancouver. Ci sono solo poco più di 60 intersezioni con stop, lungo la sezione di Vancouver Island della Autostrada Transcanadese, pari circa al numero totale di semafori lungo la totalità dei 7000 kilometri dell'autostrada da Vancouver BC a St. John's NF.
Da Departure Bay, una traversata di 57 km (31 nmi) (vedi BC Ferries) collega l'autostrada a West Vancouver. A questo punto, l'Autostrada Trans-Canadese diventa una strada ad alto scorrimento e passa attraverso l'area metropolitana di Vancouver, 170 km (110 mi) verso est attraverso la Fraser Valley a Hope. La TCH quindi piega verso nord per 186 km (116 mi) attraverso the Fraser Canyon verso Cache Creek principalmente come autostrada ad alto scorrimento con solo pochi occasionali stop, quindi verso est per 79 km (49 mi) attraverso Kamloops dove diventa per breve una freeway. Quindi continua ad est per 496 km (308 mi) attraversando Salmon Arm, Revelstoke, Rogers Pass, Golden, e Kicking Horse Pass per Banff, Alberta ha principalmente autostrade ad alto scorrimento.
Da Banff, ci sono altri 101 km (63 mi) verso est come freeway per Calgary dove viene conosciuta come 16th Avenue N, una strada con traffico molto intenso e tanti semafori che sono ora evitati con la Highway 201 freeway che le è parallela. Dopodiché ci sono altri 293 km (182 mi) est verso Medicine Hat principalmente come autostrada ad alto scorrimento, quindi 403 km (250 mi) est per Moose Jaw, Saskatchewan e 79 km (49 mi) est per Regina che è evitata con un tratto di freeway. Dopo Regina ci sono altri 372 km (231 mi) est verso Brandon, Manitoba, 119 km (74 mi) est per Portage la Prairie, ed infine 84 km (52 mi) est per Winnipeg. Il Perimeter Highway di Winnipeg (la cui metà a sud, Highway 100, è ufficialmente parte dell'autostrada Transcanadese) ha un misto di incroci con semafori e svincoli autostradali, e permette ai guidatori di evitare la città completamente; tuttavia, il sistema Trans-Canada ha anche delle varianti che attraversano il centro urbano di Winnipeg, incorporando Portage Avenue, Main Street/St. Mary's Road, St. Anne's Road e Fermor Avenue.
In tutte le province della prateria, il limite di velocità varia da 100 km/h (62 mph) a 110 km/h (68 mph). Per la maggior parte della Highway 1 attraverso Alberta e Saskatchewan il limite è a 110 km/h (68 mph) mentre è a 100 km/h (62 mph) in Manitoba. Come in tutti i parchi nazionali in Canada, quando la superstrada passa attraverso i parchi, il limite di velocità scende a 90 km/h (55 mph). I limiti di velocità per la Trans Canada nella parte della Columbia Britannica variano dagli 80 km/h (50 mph) ai 110 km/h (68 mph). Una combinazione di difficili terreni e crescente urbanizzazione limita la velocità massima nella parte del Vancouver Island a 50 km/h (31 mph) per i centri urbani, 80 km/h (50 mph) attraverso Malahat e le zone suburbane, e un massimo di 90 km/h (55 mph) nelle zone rurali.
C'è anche una strada che passa attraverso la Columbia Britannica e Alberta conosciuta come Crowsnest Highway (Highway 3 in entrambe le provincie); non è ufficialmente parte dell'Autostrada Transcanadese, ma connette con il ramo principale dell'autostrada Hope e Medicine Hat (rispettivamente la più a ovest e più a est di Crowsnest Highway).
L'autostrada è attualmente sottoposta a importanti lavori di aggiornamento del tratto delle Rocky Mountain di Columbia Britannica che percorre verso ovest da Banff National Park a Golden, British Columbia. La maggior parte di questo progetto è stata completata nel 2007 con il nuovo Park Bridge e il tratto "Ten Mile Hill". Ci sono piani per ulteriori raddoppiamenti dell'autostrada da Lake Louise a Kamloops, tuttavia una data di completamento non è stata ancora definita.
In Alberta, è in costruzione da la "Banff - Windermere Highway" a Lake Louise dove è iniziato il raddoppio a quattro corsie da due. Il completamento di questi lavori è previsto per l'inverno del 2010.
Per maggiori informazioni, vedi anche:
Trans Canada (Main) Route
- British Columbia Highway 1 (Trans Canada Highway/Island Highway/Upper Levels Highway)
- Alberta Highway 1
- Saskatchewan Highway 1
- Manitoba Highway 1
- Manitoba Highway 100 (Winnipeg Perimeter Highway)

Yellowhead Route
- British Columbia Highway 16 (Yellowhead Highway)
- British Columbia Highway 5 (Yellowhead Highway South/Coquihalla Highway)
- Alberta Highway 16 (Yellowhead Highway)
- Saskatchewan Highway 16 (Yellowhead Highway)
- Manitoba Highway 16 (Yellowhead Highway)

### Winnipeg–Ottawa

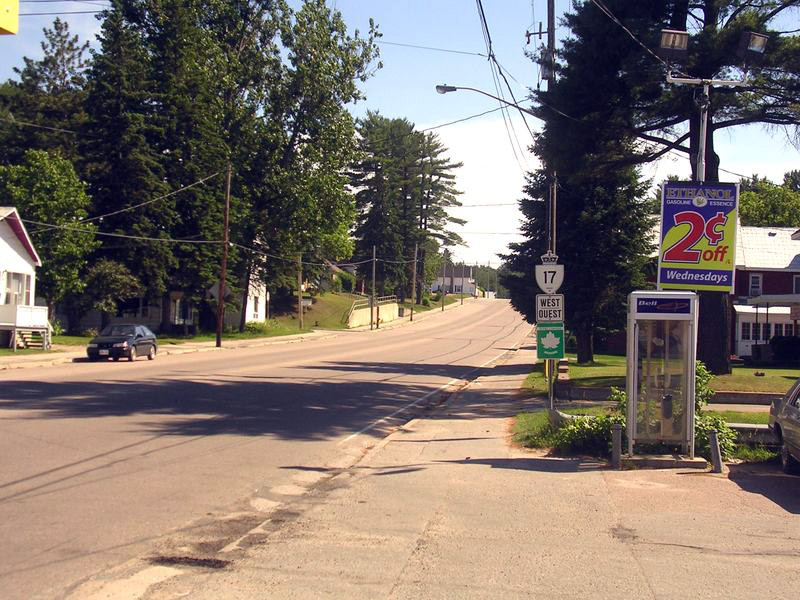
Highway 17 in Mattawa, Ontario

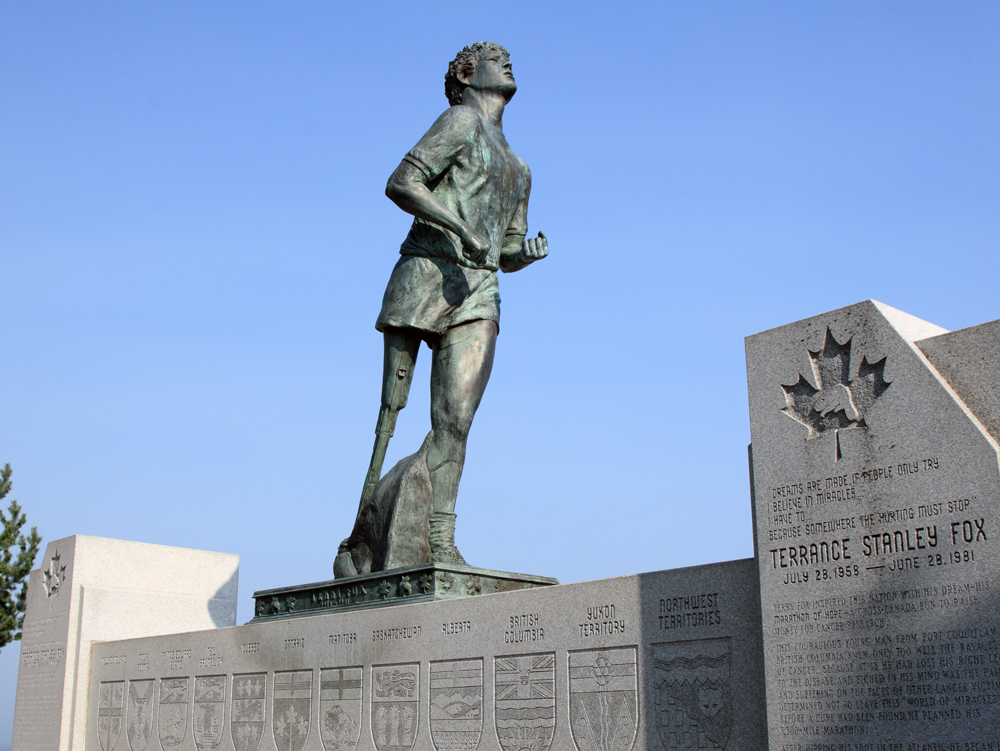
La statua di Terry Fox, che segna il punto in cui Fox fermò la sua corsa

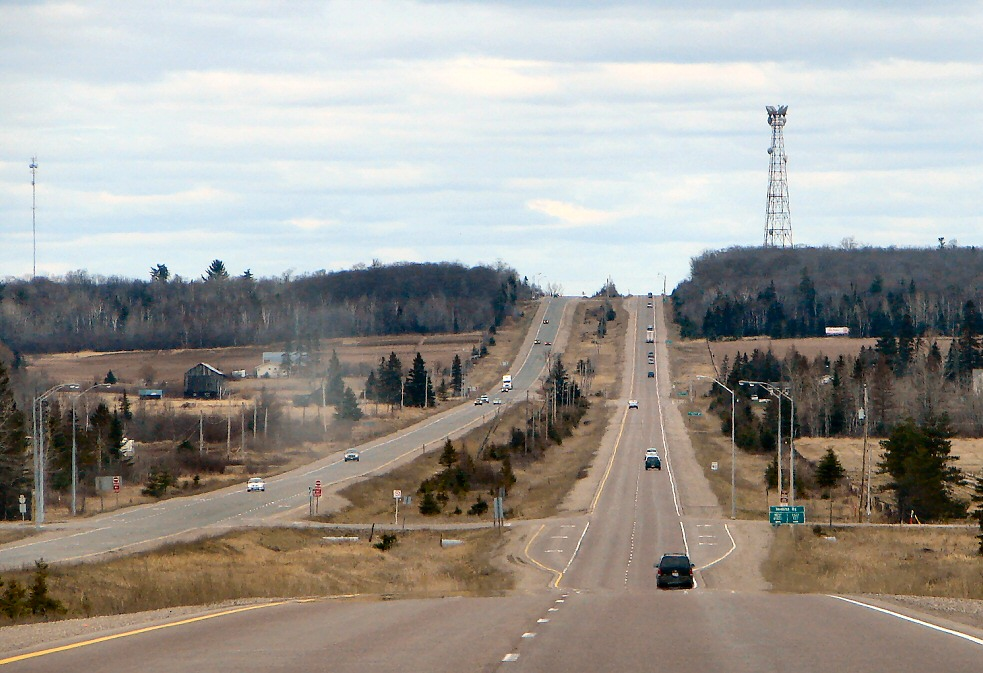
Highway 17 vicino a Echo Bay, Ontario

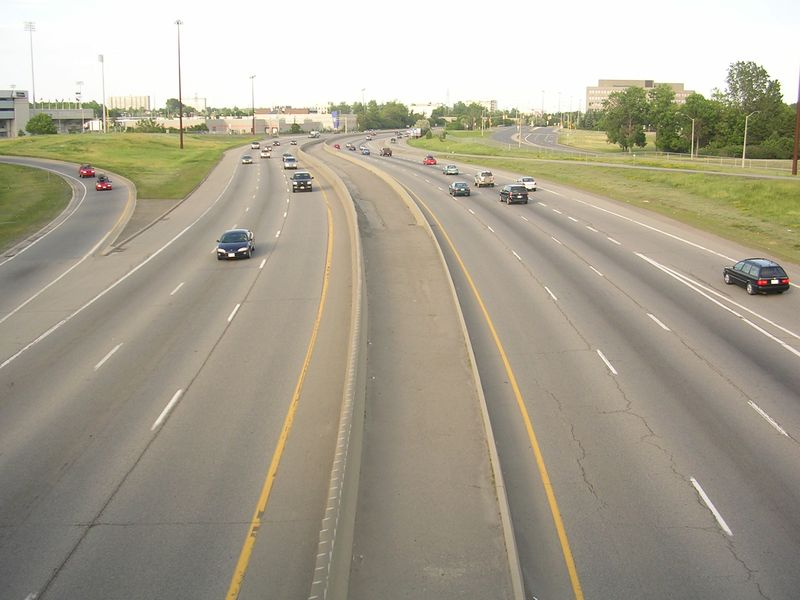
Trans-Canada Highway attraverso Ottawa sulla Highway 417.

L'autostrada continua verso est da Winnipeg per altri 205 km fino a Kenora. Al confine con l'Ontario, la designazione numerica dell'autostrada cambia da 1 a 17.
Da Kenora, i cartelli che designano la Trans-Canada si trovano sia nella via principale che passa per il centro della città che per la diramazione lunga 33,6 km Highway 17A che bypassa la città. Da Kenora l'autostrada continua verso est per 136 km fino a Dryden. Un secondo ramo si estende verso sud lungo la Highway 71 da Kenora fino a Chapple, per 157 km, e poi volge verso est lungo la Highway 11 per 320 km fino a Shabaqua, dove si ricongiunge con la rotta principale della Highway 17.
La united highway procede verso sudest per 65 km fino a Thunder Bay, e poi verso nordest per 115 km fino a Nipigon, dove di nuovo si biforca in due rotte diverse. La rotta del nord è designata come Highway 11, quella del sud Highway 17. Da Nipigon, la Highway 11 si estende attraverso la contea di Northern Ontario per 401 km a est fino a Hearst e per altri 213 km verso est attraverso Cochrane. L'autostrada procede verso sudest per 218 km fino a New Liskeard, e in seguito a sud per 153 km fino a North Bay, dove incontra la Highway 17. Nei pressi di Kirkland Lake, uno sperone in direzione nord della Trans-Canada si estende ad est dalla Highway 11, come Highway 66 dell'Ontario (per 58 km), che in seguito diventa la Route 117 del Québec (lunga 576 km) e la Autoroute 15 (per 98 km) fino a Montréal.
Una sezione della Trans-Canada tra Thunder Bay e Nipigon è stata denominata Terry Fox Courage Highway. La sezione, lunga 83 km segna il punto dove Terry Fox dovette interrompere la sua Marathon of Hope attraverso il Canada (che era una iniziativa per raccogliere fondi a favore della ricerca sul cancro). Una statua in bronzo si trova nei pressi del punto dove interruppe la sua corsa.
Da Nipigon, la Highway 17 procede verso est come grande superstrada, lungo la costa del Lago Superiore per 581 km fino a Sault Ste. Marie e altri 291 km verso est fino a Sudbury, dove la Trans-Canada Highway si divide di nuovo nell'intersezione della Highway 17 e della Highway69 in diramazioni che bypassano Sudbury. Il ramo più a sud corre lungo le Highway 69 e Highway 400 per 254 km, e infine segue la Highway 12 a sudest per 27 km fino a Orillia, e poi sempre sulla Highway 12 costeggia per 58 km il lago Simcoe, infine si trasferisce sulla Highway 7 verso est per 70 km fino a Peterborough. Il ramo più a nord corre verso nordest per 151 km fino a North Bay, dove si ricongiunge con la Highway 11. La highway poi volge verso est per 216 km prima di arrivare a Pembroke. Le due diramazioni convergono sulla capitale canadese Ottawa, 244 km ad est di Peterborough e 123 km ad est di Pembroke.
Da mettere in risalto che la Trans-Canada Highway non passa attraverso la parte più densamente popolata del Canada, l'area del sud dell'Ontario nota come Golden Horseshoe, che include la città di Toronto, principale città e sua capitale provinciale, oltre ad essere la maggiore città del paese.
- Highway 17
- Highway 11
- Highway 69
- Highway 12
- Highway 7
- Highway 115
- Highway 71
- Highway 400
- Highway 417

### Ottawa–Moncton

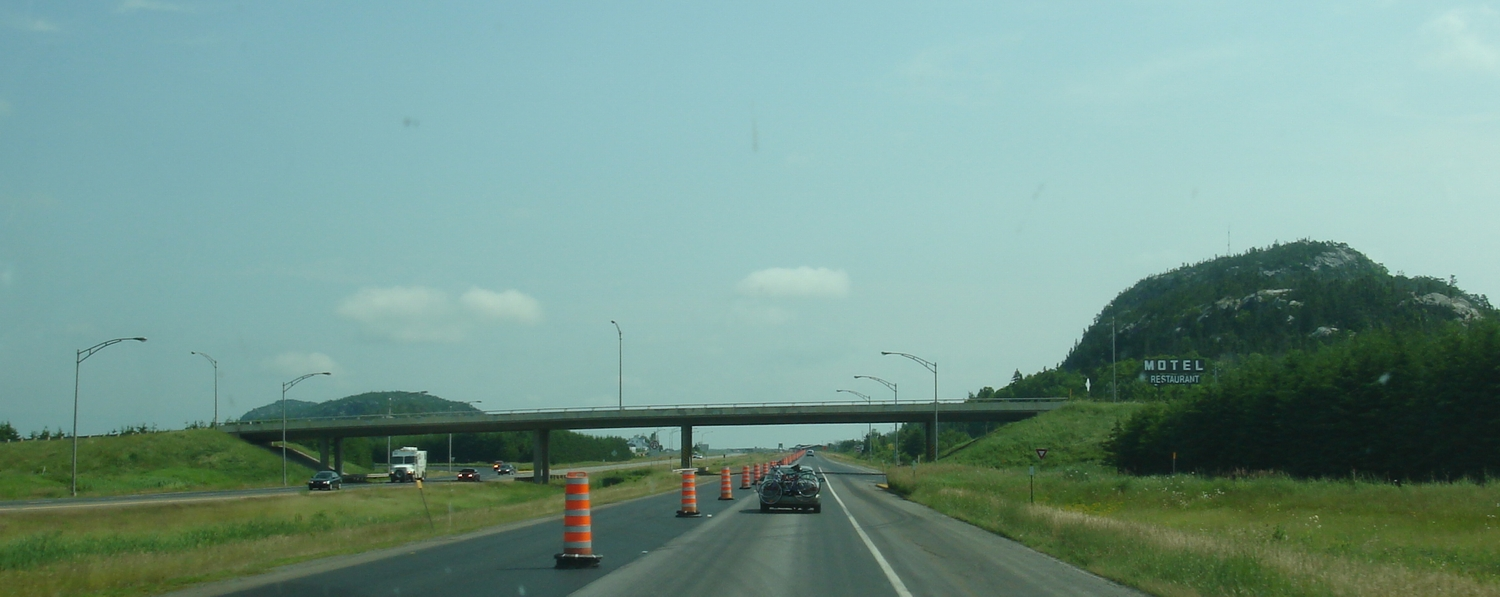
Quebec Autoroute 20 in direzione est

Da Ottawa, la Trans-Canada Highway procede verso est per 206 km fino a Montréal. Nota come Highway 417 in Ontario (e come Queensway nella città di Ottawa) e come Autoroute 40 nel Québec, la Trans-Canada assume anche il nome di "Autoroute Métropolitaine" (in inglese abbreviata come "The Met", oppure "Metropolitan Boulevard") mentre attraversa Montreal come viadotto autostradale. Nell'intersezione "échangeur Décarie" di Montreal, la Abitibi route (Ontario Highway 66/Route 117/A-15) si ricongiunge con la principale linea della TCH. In seguito la TCH segue la Autoroute 25 verso sud, scavalcando il fiume San Lorenzo verso il Ponte-Galleria Louis Hippolyte Lafontaine, e procedendo verso nordest sulla Autoroute 20 per 257 km fino a Lévis (attraversando Québec).
Ad est di Lévis, la Trans-Canada highway continua sull'Autoroute 20 lungo la riva sud del fiume San Lorenzo fino a un'intersezione appena a sud di Rivière-du-Loup, 173 km a nordest di Lévis. In quel punto, l'autostrada si volge verso sudest e cambia designazione come Autoroute 85 per 13 km, e infine decade a superstrada Route 185 fino al confine con il Nuovo Brunswick. La parte dall'Autoroute 20 a Edmundston, Nuovo Brunswick è lunga 121 km.
Seguendo la designazione di Route 2, da Edmundston, la superstrada corre lungo la valle del fiume St. John, verso sud per 170 km fino a Woodstock (corre parallela al confine internazionale Canada-USA) e poi verso est per altri 102 km fino a passare attraverso Fredericton. 40 km a est di Fredericton, il fiume St. John River volge verso sud, in quel punto la superstrada attraversa il fiume a Jemseg e continua in direzione est fino a Moncton che si raggiunge dopo 135 km. Il 1º novembre del 2007, il Nuovo Brunswick completava uno sforzo durato 20 anni per convertire la sua sezione (lunga 516 km) della Trans-Canada highway in una superstrada a quattro corsie (freeway).

### Moncton – North Sydney
Da Moncton, la superstrada continua verso sudest per 54 km fino a una giunzione ad Aulac sul bordo Nuovo Brunswick–Nuova Scozia (nei pressi di Sackville) dove la Trans-Canada Highway si divide nella rotta principale verso il vicino bordo con la Nuova Scozia come Route 2, ed una strada lunga 70 km designata come Route 16 che corre verso est fino al Confederation Bridge di Cape Jourimain.

#### Isola del Principe Edoardo
Dopo aver attraversato lo stretto di Northumberland sul Confederation Bridge (lungo 13 km) fino a Borden-Carleton (Isola del Principe Edoardo), la Trans-Canada Highway segue una strada lunga 110 km attraverso la parte sud di Prince Edward Island, che è indicata come Route 1. Dopo essere passata attraverso Charlottetown finisce a Wood Islands dove una linea di traghetti (la "Northumberland Ferries Limited") percorre un tragitto di 26 km che attraversa lo stretto di Northumberland fino a Caribou nella Nuova Scozia (nei pressi di Pictou). Dal terminal del ferry a Caribou, la strada continua verso sud per altri 19 km come la Highway 106 fino ad un'intersezione con il ramo più diretto della Trans-Canada Highway (Nova Scotia Highway 104) a Westville (nei pressi di New Glasgow).

#### Nuova Scozia
Dal confine con il Nuovo Brunswick, la principale rotta della Trans-Canada Highway continua verso est fino alla Nuova Scozia ad Amherst, dove riceve la designazione provinciale di "Nova Scotia Highway 104". L'autostrada passa da Truro, dove si collega con l'autostrada provinciale "Highway 102" fino a Halifax, 117 km ad est del confine con il Nuovo Brunswick. L'area metropolitana di Halifax, come Toronto, è una capitale provinciale non direttamente collegata alla Trans-Canada Highway. Esiste un tratto di autostrada a pedaggio, lungo 30 km che collega la città all'Autostrada Transcanadese.
Da Truro, l'autostrada prosegue verso est per 57 km fino a New Glasgow, dove si collega con la superstrada provinciale Highway 106 (che è la porzione della Trans-Canada che conduce al terminal di traghetti di Caribou), e poi verso nordest per altri 112 km fino al collegamento Canso Causeway che attraversa lo stretto di Canso fino all'Isola del Capo Bretone nei pressi di Port Hawkesbury. Dalla Canso Causeway, la superstrada continua verso est per 144 km con la designazione di "Nova Scotia Highway 105" su Cape Breton Island, fino a raggiungere il terminal di traghetti della Marine Atlantic che si trova a North Sydney.

### Port aux Basques – St. John's
Da North Sydney, parte una linea di traghetti della Crown corporation-Marine Atlantic, che percorrendo 177 km di Oceano Atlantico congiunge idealmente l'autostrada alla superstrada nell'isola di Terranova (che forma parte della regione Terranova e Labrador), oltrepassando il Golfo di San Lorenzo fino al porto di Channel–Port aux Basques, da dove riparte la Trans-Canada Highway che viene indicata come "Newfoundland and Labrador Route 1" e corre verso nordest per 219 km attraverso Corner Brook, verso est per altri 352 fino a Gander, Terranova (dove si trova l'Aeroporto Internazionale di Gander che permetteva i primi voli commerciali intercontinentali transatlantici) e finisce a St. John's, dirigendosi per 334 km verso sudest. La maggior parte della Trans-Canada Highway in Terranova non è divisa da spartitraffico (e dunque può essere considerata una superstrada o una strada a scorrimento veloce, anche se alcuni tratti a Corner Brook, Grand Falls-Windsor, Glovertown e una sezione di 75 km che parte da Whitbourne e arriva fino a St. John's è divisa da spartitraffico.

## Il concetto di "miglio zero"

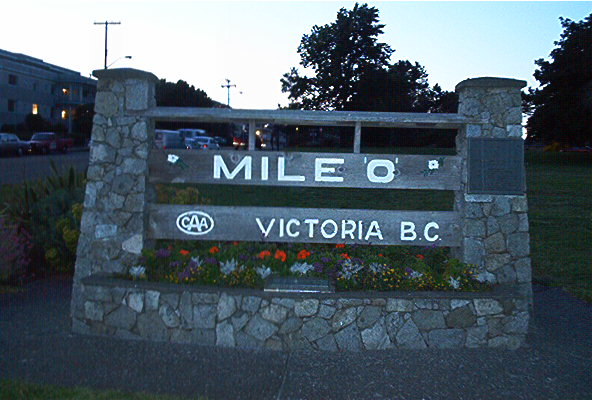
Il monumento "Mile Zero" alla fine della Trans-Canada Highway a Victoria.

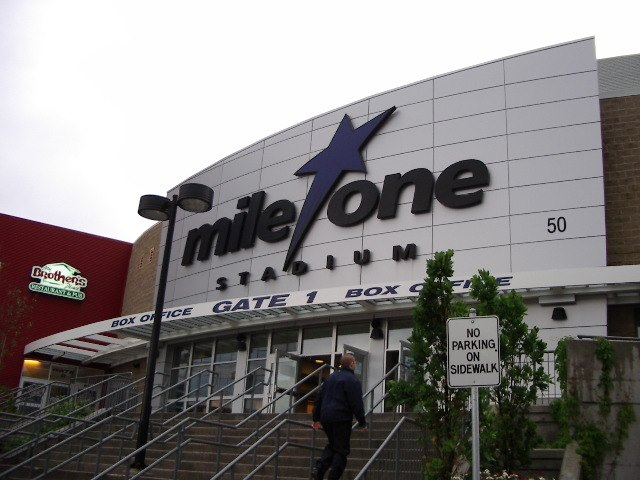
Mile One Centre, St. John's

Anche se non sembra esserci alcun "punto d'inizio orientale" nazionalmente riconosciuto per l'intero sistema della Trans-Canada Highway, sulla sponda dell'Oceano Atlantico la città di St. John's (nell'isola di Terranova) ha adoperato queste segnalazioni per la sezione della strada provinciale che passa per la città usando il termine "Mile One" per il complesso che comprende uno stadio e il centro convegni (Mile One Centre). Le distanze sulla Trans-Canada Highway sono state indicate in chilometri sin dal 1977, quando tutte le strade del Canada adottarono il sistema metrico decimale.
Sulla sponda dell'oceano Pacifico l'altro estremo si trova nella città di Victoria e il termine della Trans-Canada Highway si trova all'incrocio tra Douglas Street e Dallas Road nei pressi di "Beacon Hill Park", ed è segnalato da un monumento "mile zero". Questa è ufficialmente la fine ad occidente della Trans-Canada Highway.

## "Highway 1" e altri riferimenti
- Tutte le superstrade designate 1 nelle province occidentali sono marcate come Trans-Canada Highway 1 sulle mappe stradali.
- Ontario, Québec, Nuova Scozia e Nuovo Brunswick non indicano come Highway 1 le loro sezioni della Trans-Canada Highway.
- Il Québec e l'Ontario utilizzano cartelli di superstrada provinciale standard (highway) per indicare la TCH nei loro confini.